# PalaRaschi
Il PalaRaschi è il più importante palasport di Parma. Ha una capienza di circa 3 000 spettatori per gli eventi sportivi e di oltre 4 000 per i concerti.
Teatro dei successi della Pallavolo Parma negli anni '80 e '90 prima come Santàl e poi Maxicono.
Terminata la costruzione nel 1976, il palazzetto disponeva di un'unica tribuna centrale da circa 3 500 posti. Nei primi anni '80, si rese necessaria la dotazione di due tribune laterali retrattili da circa 200 posti ciascuna. Nel 1987 la capienza venne ampliata con la costruzione delle tribune laterali da oltre 2 000 posti ciascuna.
Ulteriori lavori di ammodernamento furono fatti nel 2016 per migliorarne la sicurezza e la fruibilità.
Nei locali del palazzetto, hanno la propria sede la Associazione Boxe Parma e il comitato di Parma della Federazione Italiana Pallavolo. Nel 2020 ha ospitato gli Internazionali di Tennis Città di Parma, torneo dell'ATP Challenger Tour.
È intitolato al giornalista sportivo Bruno Raschi.